# Ahmet Berman
Ahmet Berman (Karagümrük, 1932. január 1. – 1980. december 17.) török labdarúgócsatár.
A török válogatott színeiben részt vett az 1954-es labdarúgó-világbajnokságon.